# Crowded House
Crowded House er en australsk-newzealandsk rockgruppe, der blev dannet i 1984. Bandet er mest kendt for sangene "Weather With You" og "Don’t Dream It’s Over". 
Bandet udsprang af 1970'er-bandet Split Enz, som både sangeren og sangskriveren Neil Finn og trommeslageren Paul Hester spillede i. I dag består bandet af Neil Finn, Liam Finn, Nick Seymour, Mark Hart og Matt Sherrod.
Crowded House gik hvert til sit i 1996, men blev gendannet i 2007, hvor studiealbummet Time On Earth blev udgivet. 

## Diskografi
- Crowded House (1986)
- Temple of Low Men (1988)
- Woodface (1991)
- Together Alone (1993)
- Time on Earth (2007)
- Intriguer (2010)
- Dreamers Are Waiting (2021)
- Gravity Stairs (2024)